# David Bright
David Bright (né le 13 juin 1956 et mort le 25 janvier 2021 à Gaborone) était un entraîneur de football du Botswana.

## Biographie
Il était considéré comme l'un des entraîneurs les plus titrés du Botswana. Ancien major de l'armée, Bright était souvent désigné par son ancien grade militaire.
Le 5 février 1992, Bright rejoint Mogoditshane Fighters dans la première division du Botswana. Au cours de sa période professionnelle, durant 13 ans, il mène l'équipe à trois titres consécutifs de Premier League du Botswana entre 1999 et 2001.
David Bright dirige également le Santos Cape Town Football Club, Bay United, et le Gaborone United Sporting Club.
Il commence son quatrième mandat à la tête de l'équipe nationale en juillet 2017, mais est limogé le 19 février 2019, à la suite d'une campagne de qualification infructueuse pour la Coupe d'Afrique des Nations 2019.
À la suite d'une visite en Afrique du Sud, David Bright décède à l'âge de 64 ans des suites de complications liées à la COVID-19.